# Dicrodon guttulatum
Dicrodon guttulatum — вид ящірок родини теїдових (Teiidae). Мешкає в Еквадорі і Перу.

## Поширення і екологія
Dicrodon guttulatum мешкають в прибережних районах Еквадору (на південь від Манабі) і Перу (на південь до Ла-Лібертада), а також на деяких прибережних островах. Вони живуть в сухих тропічних лісах. Зустрічаються на висоті до 300 м над рівнем моря. Живляться листям, квіктами і насінням американських ріжкових дерев (Prosopis pallida), поширюють насіння деяких видів чагарників.